# دانيلو كاريرا
دانيلو كاريرا هو لاعب كرة قدم إكوادوري، ولد في 17 يناير 1993 في Guayaquil Canton ‏ في الإكوادور.

## وصلات خارجية
- دانيلو كاريرا على موقع IMDb (الإنجليزية)
- دانيلو كاريرا على موقع ألو سيني (الفرنسية)
- دانيلو كاريرا على موقع قاعدة بيانات الفيلم (الإنجليزية)
- دانيلو كاريرا على موقع كينوبويسك (الروسية)